# سکس بدون روکش
سکس بدون زین (روکش) اصطلاحی برای آمیزش جنسی، به خصوص دخول، بدون استفاده از کاندوم است. این اصطلاح معمولاً به سکس مقعدی بین دو مرد بدون استفاده از کاندوم اشاره دارد.
این یک اصطلاح عامیانه است و منشأ آن شباهت به اسب‌سواری بدون زین است.

## سکس بدون زین دگرجنس‌گرایان
اصطلاح سکس بدون زین در بین دگرجنس‌گرایان کمتر استفاده می‌شود.

## در میان فیلم‌های پورن گی
این نوع سکس در فیلم‌های پورنِ گِی در اواخر ۱۹۷۰ و اوایل ۱۹۸۰ متعارف و قانونی بود چرا که خطر ویروس ایدز شناسایی نگشته بود. پس از افزایش نگرانی‌ها در مورد ابتلا به ویروس ایدز از طریق سکس بدون کاندوم شرکت‌های تولیدکنندهٔ فیلم پورن تحت فشارهای متعددی برای استفاده از کاندوم قرار گرفتند. در اوایل سال ۱۹۹۰ تقریباً تمامی فیلم‌های پورن شامل کاندوم می‌شدند. هرچند که در همان سال شرکت‌هایی که فیلم‌های پورن بدون استفاده از کاندوم تولید می‌کردند رو به افزایش نهاد به عنوان مثال کمپانی ترژر آیلند مدیا (Treasure Island Media) در سانفرانسیسکو کارهای خود را از سال ۱۹۹۰ بر روی چنین سکسی متمرکز کرده‌اند.